# Viola Klein
Viola Klein (Viena, Àustria, 20 d'agost de 1908–Reading, Gran Bretanya, 13 d'octubre de 1973) va ser una sociòloga britànica. La seva obra va demostrar que les idees objectives sobre els atributs de les dones es construeixen socialment. Tot i que la seva formació inicial era en psicologia i filosofia, els seus compromisos de recerca més prolífics es van referir als rols socials de les dones i com aquests van canviar després de la Revolució Industrial. Va ser una de les primeres estudioses a aportar proves quantitatives sobre aquest tema socioeconòmic i aviat va saber veure que la diferència sexual en general i de la dona en particular és psicosocial. La seva investigació no només va il·luminar els rols canviants de les dones a la societat, sinó que també va escriure i va dictar conferències sobre canvis socials i polítics concrets que ajudarien a facilitar aquests nous rols.

## Primers anys
Viola Klein va néixer a Viena el 1908 en una família jueva il·lustrada. De jove estudiant, es va traslladar a Praga amb la seva família a causa de circumstàncies polítiques, després d'estudiar un any a la Universitat de la Sorbona, a París, i un curt període a la Universitat de Viena. Va continuar els estudis a la Universitat de Praga i es va graduar en Psicologia i Filosofia. Mentre estudiava a Praga, va treballar com a editora assistent. A més de la psicologia i la filosofia, també s'interessava per la literatura francesa. La seva primera tesi doctoral va tractar sobre l'estil lingüístic de l'autor modernista francès Louis-Ferdinand Celine. A causa del seu interès en la qüestió de la dona, va visitar la Unió Soviètica als anys trenta. Inspirada per aquesta visita, va escriure diversos articles a revistes britàniques sobre la "doble parla". Representava el nou paper de la dona en la societat, el matrimoni i la família. El 1938, ella i el seu germà van emigrar a Anglaterra. Poc després de fugir, els seus pares van morir en un camp de concentració nazi.
Com a refugiats jueus, Klein i el seu germà tenien problemes per trobar feina a Anglaterra. Durant un curt període, va treballar com a treballadora domèstica, criada i mainadera, fins que va rebre una beca del govern txec que operava a l'exili, la qual cosa li va permetre matricular-se a la London School of Economics per estudiar ciències socials i treballar en el seu segon doctorat. Mentre estudiava a Londres va conèixer el sociòleg Karl Mannheim, que es va convertir en el seu supervisor. A causa del seu bagatge cultural similar, que els feia estar interessats en temes socials, literatura i art similars, tots dos estaven recollint informació i idees relacionades amb la seva tesi mentre viatjaven per tot el país entre diferents universitats. El 1946, Klein va publicar la segona tesi, una de les seves publicacions més conegudes: The Feminine Character: History of an Ideology. Aquesta publicació va ser criticada pel seu feminisme aparentment militant que s'allunyava dels punts de vista i valors tradicionals. El seu estímul a les dones perquè treballessin si així ho desitjaven va ser percebut pels crítics com una força social destructiva, que provocaria desestabilització i problemes familiars.
Klein va treballar en posicions d'estatus relativament inferiors com a editora, traductora i professora. No obstant això, va continuar la seva recerca treballant sobre l'ocupació femenina a la Gran Bretanya. A partir de 1951, va col·laborar amb la sociòloga sueca Alva Myrdal i juntes van publicar finalment el llibre Women's Two Roles: Home and Work. Aquesta publicació la va ajudar a augmentar la seva implicació en activitats de recerca internacionals. El 1964 se li va oferir el primer lloc acadèmic com a professora al departament de Sociologia de la Universitat de Reading, a Gran Bretanya. Després de tres anys, va ser promoguda a professora titular i el 1971 a lectora.

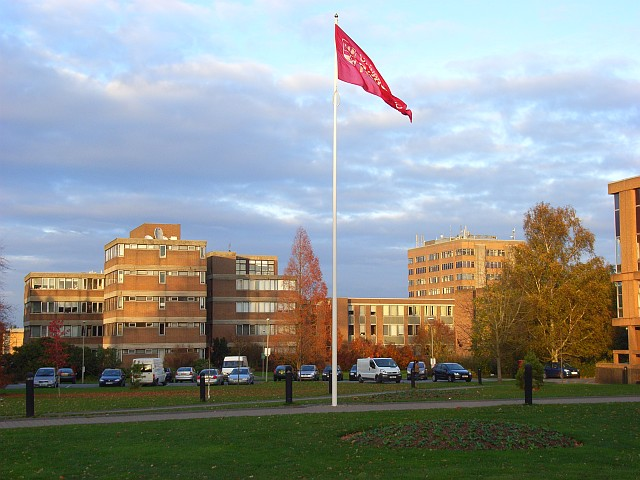
Universitat de Reading

Entre el 1972 i el 1973, la Universitat de Reading li va poder oferir un lloc com a investigadora honorària, i es va poder plantejar estudis futurs, sobre dones i envelliment en concret, però no va tenir temps per tal com va morir al 1973, poc després de la seva jubilació.

## Visió general
Els pensaments de Klein es van construir al voltant del significat del concepte de feminitat i la creació social del rol femení. En la seva primera obra important: The Feminine Character: History of an Ideology, afirmava que les actituds en la societat considerades com a femenines no són observacions de fets sinó preconcepcions i interpretacions subjectives particulars (Klein, Correspondència, 30 de maig de 1942, articles de Klein). Amb una pregunta sobre les fonts del coneixement sobre la feminitat i examinant els estudis de principis del segle XIX, va voler demostrar que «el que pensem de perspectives específiques no són veritats garantides, sinó idees subjectes a la influència de la cultura que ens envolta i als biaixos personals». Amb el seu treball, Klein volia demostrar que els científics, els supòsits dels quals resulten de branques particulars del coneixement, no estan lliures dels climes socials, culturals i històrics del seu temps. Va observar que els estudis científics objectius sobre la feminitat estan plens d'estereotips i repeteixen trets particulars com «la passivitat, emocionalment, la manca d'interessos abstractes, una major intensitat de relacions personals i una tendresa instintiva pels nadons». Per tant, va voler definir una naturalesa femenina, utilitzant nocions d'expectatives socials i culturals. «Klein va intentar aïllar les influències psicològiques sobre la diferència de sexe excloent els trets relacionats amb el sexe que es podien atribuir a la funció social, la tradició històrica i la ideologia predominant».

### Gènere, rols sexuals i teoria dels rols
Ja feia molt de temps que el concepte de gènere s'utilitzava en el discurs científic; però Klein va considerar la teoria del rol en la seva investigació sobre què és femení. Assenyalant que cada individu de la societat ocupa diverses posicions socials, Klein va escriure que cada posició inclou patrons particulars de rols i comportaments. Segons Klein, el procés de convertir-se en adult és l'acció d'aprendre patrons de rol adequats, com el paper de la mare, el paper del mestre, el paper de la noia de l'escola i dins de cada societat en particular aquests patrons s'entenen de manera diferent. «Es pensa que els rols masculins i femenins estan pautats en el grup social de maneres innombrables i subtils gairebé des del naixement. Es reforcen amb l'experiència, l'exemple, les insinuacions i els diversos altres mitjans pels quals s'exerceix habitualment el control social». Partint dels estereotips sobre la feminitat i els prejudicis del rol sexual, Klein va explicar que el marc en què es desenvolupen els individus i que configura la manera com els individus s'hi adapten està ple de creences comunes, opinió social i tradició.
El que Klein va iniciar en la seva investigació, supervisada per Mannheim i coneguda com a ideologia del caràcter femení, va passar a ser conegut com a orientació psicosocial després de 1975 i finalment es va subsumir en allò que avui coneixem com a gènere. Tal com afirmava Shira Terrant, la investigació de Klein sobre la feminitat conceptualitzada dins de la metodologia de Mannheim –subestimada per la segona onada de feministes– de fet va donar arrels a aquest concepte. Contràriament a la comprensió funcional de Parsons de la teoria del rol i la divisió de rols sexuals, Klein va entendre el concepte de manera més àmplia, que la feminitat i la masculinitat haurien d'incloure també trets personals que es poden assignar més o menys al caràcter del sexe oposat, un concepte que es va consolidar més tard en la teoria transgènere i queer (p. ex. Butler 1990; Bornstein 1995).

### La sociologia del coneixement
Dins del marc de la sociologia del coneixement de Mannheim i el seu punt de vista per entendre com els individus donem significat a la realitat dins del context estructurat per institucions específiques i valors socials que organitzen la nostra percepció, la realitat és entesa pels individus dins de marcs estructurats institucionalment. Klein va ser la primera que va fer servir la teoria de Mannheim i la va aplicar als estudis sobre un tema concret: la feminitat. Pel que fa al món social, «la perspectiva de Mannheim exigia que el pensador busqués formes d'interpretar la situació de manera més clara i productiva». Dins d'aquesta exposició i conceptualització de la realitat social, aquesta manera d'examinar la realitat pot promoure l'emancipació de les dones.

### Pensament polític de les dones (connexió de gènere, raça i nacionalitat)
Klein va considerar el problema de la construcció social del femení de manera més àmplia, les dones i els homes d'una societat eren participants de dos sistemes culturals i, pel que fa a les normes hegemòniques, un és dominant sobre els altres. En aquest context, Klein va entendre que les dones tenen un estatus secundari, com els grups particulars discriminats de la societat, per exemple els negres americans, els jueus o els immigrants. El que ella creia que era el més desafiant per a les dones era que «interioritzaven el sentit d'estatus secundari». Klein va anomenar aquest fenomen«un complex d'inferioritat col·lectiu».
Per a Klein, la raó de la conformitat de les dones i l'acceptació del seu estatus secundari són actituds socials manifestades en institucions poderoses de rols sexuals, relacions de poder i domini-submissió i prejudicis de grup. El problema amb el canvi de situació de les dones, segons ella, era el fort caràcter dels estereotips que es reprodueixen socialment i que passen de generació en generació perdurant en la ment de les persones.

## Viola Klein i Karl Mannheim
Durant el període en què Klein va conèixer Karl Mannheim, va ser un bon amic i un mentor per a ella. La seva teoria de la sociologia del coneixement així com el seu modus operandi científic van influir molt en Klein. Tots dos eren refugiats del règim nazi, es van trobar per primera vegada a la London School of Economics, on Mannheim va ajudar i guiar Klein en el procés d'obtenir el seu segon doctorat, aquesta vegada en sociologia. Al principi, anomenava la seva tesi «Feminisme i antifeminisme: un estudi d'ideologies i actituds socials», però en acabar-la, el 1944, i publicar-la, el 1946, el títol i el tema havien canviat a «The Feminine Character: History of an Ideology».

## The Feminine Character: History of an Ideology
El llibre The Feminine Character: History of an Ideology [publicat per primera vegada el 1946, segona edició el 1971] és la segona tesi important de Klein. Aquest treball s'introdueix amb un pròleg de Karl Mannheim on explica que, a la qüestió del caràcter femení, no s'hi pot arribar amb un sol camp d'estudi; així, doncs, va establir que podem abordar aquest tema des de la perspectiva de la biologia, la filosofia, la psicoanàlisi, la psicologia experimental, la psicometria, la història, la història literària, l'antropologia i la sociologia" (pàg. VII). Tots aquests camps de coneixement tenen les seves pròpies regles de recerca, amb resultats diferents, però complementarietat de temes i utilitats. Segons Mannheim, «totes les ciències socials tenen un mètode comú per a la comprensió del comportament humà; un mètode comú l'anàlisi quantitativa dels registres de comportament; i una aspiració comuna per idear maneres d'experimentar sobre el comportament» (pàg. XII). En aquest pròleg, argumenta a favor de les intencions de Klein, que havien estat criticades per altres autors. Per a ell, aportava una investigació anterior no per plagiar-la, sinó per donar lloc a una altra perspectiva. Explica que va intentar crear nous qüestionaments a partir d'investigacions ja realitzades en diferents camps d'estudi.
En el prefaci de la segona edició, Klein respon a les crítiques d'altres autors, especialment sociòlegs que li retreuen la manca d'investigació i estudis sociològics propis. L'escriptora Rose Macaulay va ser una d'aquestes crítiques que la van acusar d'utilitzar «fonts secundàries» en comptes de fer «investigació original» (p. xv). Klein explica que el tema universal que és el paper femení mereix ser constantment reexaminat i relacionat amb estudis antics i nous, perquè les maneres de pensar dels estudiosos guien la nostra comprensió de la societat de manera més subjectiva que objectiva, independentment del marc empíric. Tenint en compte el tema universal de les dones i la feminitat, ella argumenta que mirar els antecedents històrics de l'estatus social de les dones, i també veure i comparar els trets femenins segons la política, la socioeconomia i les èpoques, és útil perennement per als científics socials, si no per als pensadors profans en general.
«El caràcter femení» és el seu terme psicosociològic per etiquetar la «feminitat» com una «orientació psicosexual» (p. XVII). Aquesta idea d'orientació psicosexual prové de la biologia, on el caràcter femení només es defineix pel concepte de sexe fisiològic. Des d'aquest punt de vista, Klein va voler mostrar com s'ha desenvolupat la teoria del rol. Aquesta teoria no tracta dels "rols sexuals" sinó més aviat de la conducta masculina i femenina, el "temperament" que la societat els assigna. Tot i que el seu llibre va ser criticat per la seva manera d'investigar i escriure, va ajudar a desenvolupar el mètode psicomètric.
L'objectiu del seu llibre era «la clarificació de la idea de feminitat» (p. 1). Algunes preguntes principals sobre l'evolució dels nous rols i trets de la dona estructuren la tesi de Klein: Quin és el nou ideal de feminitat? Quins són els efectes sobre la personalitat de les dones i com estan representades i considerades per altres grups socials? Tractant de respondre aquestes qüestions, el llibre mostra que mentre les expectatives de la societat canviïn, el caràcter femení canviarà de forma. La comparació de diferents investigacions demostra que el coneixement científic ha influït directament o indirecta en la «tendència general del desenvolupament intel·lectual i emocional». Aquesta influència de les ciències s'anomena «clima mental» (p. 2). Ella destaca especialment la diferència entre el coneixement científic i el social. Pel que fa a la sociologia, per exemple, és difícil determinar la «veritat» a l'hora de construir una anàlisi. Els estudiosos estan molt influenciats pels seus antecedents socials i culturals, que afegeixen a la subjectivitat de la sociologia. El coneixement científic es basa en instruments pragmàtics per a l'anàlisi, com els teoremes i les fórmules. Per això esmenta que el relativisme s'evita tant com sigui possible.
Es donen alguns contextos per conformar-se amb la investigació sobre: «(a) l'estatus de la dona en una societat determinada; (b) les ideologies predominants sobre les dones en un període històric determinat i (c) les actituds personals de l'autor envers les dones» (pàg.3-4). Els estàndards masculins que influeixen en la societat situen les dones com un "grup extern". Aquest terme descriu implícitament els estrats desiguals de la societat. El concepte de "grup extern" es basa en «característiques físiques, tradició històrica, paper social i diferents processos de socialització». (pàg. 4). Alguns punts d'inflexió van iniciar el procés d'emancipació de la dona i els seus rols dins del grup social al qual estan assignades en les societats. La primera va ser la Revolució Industrial. Els canvis tecnològics i l'augment de la demanda de mà d'obra van implicar que la força física o les formes tradicionals de treball ja no definien qui podia ser productiu. Aleshores, la Segona Guerra Mundial va portar a les dones a assumir tipus de treball tant masculins com femenins, perquè només els homes eren enviats a lluitar i morir, mentre que les dones es quedaven per mantenir la societat i les famílies (tant en la cura com en l'estabilitat econòmica). A més, la ideologia capitalista, recolzada ella mateixa per l'extensió de la democràcia durant la segona part del segle XX, va celebrar l'emancipació de la dona ja que el treball era el motor de la producció i més obrers significava més beneficis. La ideologia de la democràcia exalta la igualtat entre tots els éssers humans. Així, aquest pensament revalora el paper de la dona en la societat. Les institucions democràtiques condueixen inevitablement a l'autorització. També cal destacar que el desenvolupament va fer que la mida de les famílies disminuís, la qual cosa significa que les dones tenien menys feina per fer (segon torn) a la família. Totes aquestes transformacions porten a un canvi en la manera en què la societat veu les dones.
«A causa, presumiblement, del caràcter emocional del treball filantròpic i de l'absència de beneficis pecuniaris que s'hi adjunta, no semblava "inadequat" que dones de prestigi s'ocupessin d'activitats benèfiques, i aviat trobem dames de rang dirigint organitzacions benèfiques, treballant per la reforma de les presons, cobrant lloguers als barris marginals de l'East End de Londres, embarcant-se en la propaganda per l'abolició de l'esclavitud, contra la crueltat cap als nens, contra l'alcoholisme i la prostitució i per l'emancipació de les dones. El segle XIX està ple de dones pioneres en tots els àmbits de la reforma social». (pàg. 17).

## Women's Two Roles: Home and Work
Aquest llibre va ser escrit conjuntament per Alva Myrdal i Klein, i amb el suport de la Federació Internacional de la Universitat de Dones (IFUW) "per fer una enquesta internacional sobre les necessitats de reformes socials si es vol posar les dones en condicions de conciliar la família i la vida professional" (pàg. IX). El mètode van ser essencialment qüestionaris distribuïts per la IFUW als països desenvolupats (EUA, Regne Unit, França i Suècia). Els rols de les dones havien estat canviant durant moltes dècades. Van canviar del paradigma "Què poden fer les dones?" a "què han de fer les dones?" (pàg. xi). Es creu que les dones són el vincle fort entre la família i el paper humà de "continuació de la raça" (p. xi). Aquí, hi ha hagut dos rols conflictius des de la revolució industrial: participar en rols socials de naturalesa econòmica i fins i tot política, i tenir rols domèstics de cura i gestió de la llar.
Ambdós rols se situaven antigament dins de la llar, que eren alhora els principals centres de cura familiar i de producció econòmica. Després de la revolució industrial, la societat necessita "regenerar-se" (pàg. xii) perpètuament, perquè el desenvolupament i el progrés exigeixen que les dones continuïn en l'àmbit econòmic com abans, però això les porta fora de la llar i les fa entrar a la fàbrica o oficina. Moltes tradicions cultural-institucionals diferents, com ara el cristianisme, l'islam, el comunisme i el nacionalsocialisme, tenen ideologies divergents pel que fa al(s) paper(s) de la dona.
La revolució social de les dones es va produir en dues fases principals; la primera és l'acceptació de les dones en una varietat més gran de feines que abans estaven restringides a "feines masculines" (p. 1), i el segon és "el nombre creixent de dones [combinant] família i feina" (p. 1). Abans de la Revolució Industrial, les dones tenien una funció econòmica dins la família; no treballaven en una empresa sinó a casa, elaborant roba, cuinant pa, fent sabó, criant la família (pàg. 4). Després de la revolució industrial, la funció econòmica es va traslladar a les empreses.
Durant aquest període, es van donar a conèixer publicacions que mesuraven aptituds i trets comparatius entre homes i dones. Psicòlegs i sociòlegs van demostrar que les dones i els homes no eren tan diferents i si un home acostumava a ser més fort, per exemple, una dona era més àgil. Aquest procés s'havia accelerat per ambdues guerres mundialsː les dones tenien una gran importància en el capital econòmic quan els homes lluitaven al camp de batalla. Després d'aquestes guerres, les dones van tenir posicions més favorables en el progrés econòmic: "La nostra societat ha començat a acceptar el fet que les dones tenen feina per quedar-se" (p. 4). Amb ella també va arribar l'emancipació de les dones amb dret a vot, a treballar i a l'educació. El dret de vot obtingut després de la Primera Guerra Mundial als EUA, el Regne Unit, Suècia i després de la Segona Guerra Mundial a França (p. 7) significava que les dones ara també eren iguals en política. El dret a l'educació va permetre l'accés a un ventall més ampli de camps com la medicina, restringit antigament als homes. El dret al treball finalment reivindicat per les dones “per recuperar la posició en la productivitat econòmica i el sentit de la utilitat social, la restitució de la seva part perduda (…) El treball es va traslladar fora de casa, les dones van voler després poder sortir-ne” (p. 7).
La segona fase d'aquesta revolució social va tenir dos grans desenvolupamentsː "l'augment de l'esperança de vida mitjana" i "el canvi de la mida i l'estructura de la família" (p. 13). Les millors condicions higièniques a les societats i els augments massius del coneixement i la tecnologia mèdics van fer que la mortalitat infantil disminuís molt entre 1850 i 1950, juntament amb una esperança de vida més llarga, amb una mitjana de 70 anys, mentre que "la meitat de la població femenina moria –cent anys enrere– abans dels 45 anys" (pàg. 7). Amb les dècades, la mida mitjà de la família es va reduir. Mentre que a l'època victoriana les famílies tenien més de 5 fills, la mitjana era d'entre 2 i 5 fills el 1920 (pàg. 20) i el 1951 la proporció de dones menors de 50 anys que tenien més de 5 fills era només del 4,4% (p. 23). Myrdal i Klein van predir que les famílies en el futur tindrien una mitjana de tres fills. A més, l'interval entre el matrimoni i el primer fill hauria de ser de dos anys i entre cada naixement hi hauria d'haver un espai de dos anys. Si una dona es casava als 22 anys, el període de maternitat seria d'uns 10 anys "després dels quals la seva expectativa de vida seria de 40 anys més" (p. 24), un llarg període de maduresa amb oportunitats per a altres activitats productives. També hi va haver un nou desenvolupament en l'estructura familiar; les filles marxaven de casa al mateix temps que els fills, exigint una independència, "en un nivell alt en la nostra escala de valor social" (p. 25), per anar a la universitat, buscar feina i tenir autonomia. Les noies ja no marxaven de casa només perquè es casaven.
Avui hi ha dues esferes de la feina i la llar. L'equilibri entre les demandes de la comunitat i les necessitats dels individus era més estable en temps anteriors, quan aquests àmbits compartien la mateixa ubicació geogràfica per família (pàg. 29), "el treball i l'oci de les famílies es repartien de manera molt més equitativa entre homes i dones", donant lloc a una associació asimètrica però més eficient (pàg. 29). Amb la revolució industrial les coses van canviar; l'esfera del treball es va crear i pertanyia als homes mentre que l'esfera domèstica era "el món de la dona" (p. 28). Però quan les dones tinguessin accés a l'educació, el treball, etc., les tasques de la llar "haurien de ser fets conjuntament per homes i dones si es vol que l'ideal d'una llar feliç esdevingui una realitat" (p. 29). No obstant això, la majoria d'homes gaudien fent servir el seu temps lliure per dur a terme algunes aficions laborals a casa, convertint-se en pintors aficionats, fusters, etc., mentre que les dones encara assumien la part del lleó de les tasques domèstiques.
Les autores separen l'edat adulta d'una dona en tres fases. El primer és un pas que dura entre 7 i 10 anys als països europeus i 5 anys als EUA. Correspon als primers anys d'edat adulta, després de l'escola però abans del matrimoni. Només unes quantes quedaran en aquesta fase corresponent a les dones que no es casen. Als països europeus, el 82% de les dones en aquesta fase treballaven, mentre que als EUA es va reduir al 51%. En aquesta fase les dones estan vivint una mena de "vida d'home" abans del seu matrimoni; són independents. En casar-se comença la segona fase de l'edat adulta de la dona, la maternitat. A causa de la criança dels fills, la llar es converteix en el seu lloc de treball. La càrrega setmanal de treball d'una mestressa de casa augmenta en funció del nombre de fills: una mitjana de 56 hores sense fills i fins a 78 hores per a tres. El fet crucial descrit és que per a les dones treballadores la càrrega de treball setmanal en ambdós àmbits és de 84 hores sense fills i de 85 hores amb tres, fet que demostra el resultat de la tensió combinada d'ambdues esferes de la vida. Després les dones entren en la tercera fase de l'edat adulta, quan els seus fills creixen i marxen de casa. Pot seguir un període de crisi, ara la mestressa de casa està sola, no té tant a fer a casa com abans i buscar feina als 40 és complicat. «L'estereotip tradicional segueix treballant en la ment de les mateixes dones, fent-los creure que són molt més grans i molt menys capaces del que en realitat són» (p. 40).
Les autores van observar que les divisions de sexe eren diferents als països observats, excepte en infermeria i ensenyament. La farmacologia i l'odontologia a França i Suècia es van convertir en camps de treball femenins. Als Estats Units, van ser les finances, assegurances i béns arrels (el 44% de les dones del Regne Unit treballen en aquest camp) (pàg. 76). Aquestes condicions van ser el resultat de les condicions i tradicions locals. Una cosa de la qual estaven segures les autores era que l'elecció feta per les dones estava "fortament influenciada pel paper que esperen tenir a la família" (pàg. 77). En el futur, les dones constituiran una bona part del mercat laboral i això permetrà que les dones aviat facin "una elecció més al seu gust a l'hora d'escollir una carrera" (pàg. 156) i òbviament encara és important que continuïn lluitant per la igualtat de drets entre homes i dones.

## Publicacions
- Klein, V., A. Myrdal (1968[1956]). Women's Two Roles: Home and Work. Londres: Routledge i Kegan Paul.
- Klein, V. (1936). Stil und Sprache de Louis Ferdinand Celine. Tesi doctoral: Universitat de Praga (Arxiu Viola Klein).
- Klein, V. (1960). 'Married Women in Employment', International Journal of Comparative Sociology 1(2): 254–61.
- Klein, V. (1963). 'Working Wives: The Money', New Society, 40 (4 de juliol).
- Klein, V. (1965). Britain's Married Women Workers. Londres: Routledge i Kegan Paul.
- Klein, V. (1967). 'Die Gegenwartige Situation der Soziologie in Grossbrittanien', a G. Eisermann (ed.) Die Gegenwartige Situation der Soziologie. Stuttgart: Enke.
- Klein, V. (1961). Report on Working Wives in Britain. Marriage and Family Living. 23(4), pàg. 387.
- Klein, V. (1966). The Demand for Professional Womanpower. The British Journal of Sociology. 17(2), pàg. 183–197.
- Klein, V. (1972[1946]). El caràcter femení: història d'una ideologia. Urbana: University of Illinois Press.
- Klein, V. (1989[1946]). El caràcter femení: història d'una ideologia. Londres: Routledge i Kegan Paul.
- Klein, V. (1965). Women Workers: Working Hours and Services. Paris: Organization for Economic Co-operation and Development.